# Dicrocaulon spissum
Dicrocaulon spissum là một loài thực vật có hoa trong họ Phiên hạnh. Loài này được N.E.Br. mô tả khoa học đầu tiên năm 1928.